# Scanning-Kamera
Bei Scanning-Kameras wird eine Auflösungssteigerung durch das Bewegen des CCD-Sensors im Kameragehäuse erreicht. Mit dieser Methode hat man bis zu dem Jahre 2000 versucht, die damals noch ungenügende Auflösung von Digitalkameras zu steigern.
Hierbei gab es im Wesentlichen drei verschiedene Prinzipien:
- Micro Scanning: Mehrere Bilder werden aufgenommen, wobei der Sensor im Bereich von jeweils unter einem Pixel verschoben wird (vgl. Subpixel). Aus den so entstandenen Bildern wird ein neues Bild mit höherer Auflösung interpoliert.
- Macro Scanning: CCD-Zeilensensor wird mechanisch über eine ihre Abmessungen um ein Vielfaches übersteigende Bildfläche bewegt (vgl. Scannerkamera). Dieses Prinzip findet z. B. Einsatz bei der Zeiss UMK HighScan. Hier wird das Bildformat der analogen Luftbildkamera von Zeiss von 120 mm × 166 mm durch vier bewegliche und parallel geführte CCD-Sensoren abgetastet. Es ergibt sich eine Bildgröße von 15.000 × 11.000 Pixel.
- Réseau Scanning: Ein CCD-Flächensensor wird so verschoben, dass immer vier Réseaukreuze mit abgebildet werden. Die Réseaukreuze werden durch eine LED beleuchtet und automatisch gemessen.